# دنيس جوستين
دنيس جوستين (بالإنجليزية: Dennis Heath)‏ (28 سبتمبر 1934 بتشيسوك في المملكة المتحدة - 28 سبتمبر 2006 في المملكة المتحدة) هو لاعب كرة قدم بريطاني في مركز جناح ‏. لعب مع نادي برينتفورد وBedford Town F.C. ‏ وتشيرتسي تاون ‏ ونادي دوفر وTrowbridge Town F.C. ‏.